# Vinça (kanton)

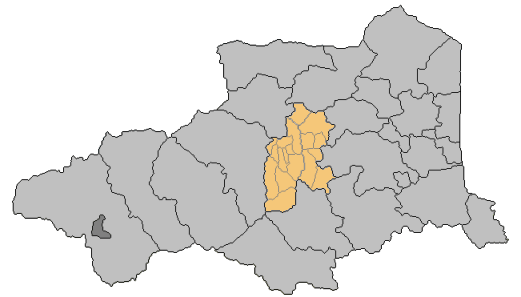
Kanton Vinçà i Pyrénées-Orientales

Vinça var fram till 2015 en kanton i Pyrénées-Orientales i arrondissementet Prades. 1 januari 2012 hade Vinça 11 502 invånare. Större delen av den gamla kantonen ingår efter 2015 i Le Canigou.

## Kommuner
- Vinça
- Baillestavy
- Bouleternère
- Boule-d'Amont
- Casefabre
- Espira-de-Conflent
- Estoher
- Finestret
- Glorianes
- Ille-sur-Têt
- Joch
- Marquixanes
- Montalba-le-Château
- Prunet-et-Belpuig
- Rigarda
- Rodès
- Saint-Michel-de-Llotes
- Valmanya